# Margarita Lilova
Margarita Lilova (Txervèn Briag, Bulgària, 26 de juliol de 1935 – 13 d'abril de 2012, Viena) va ser una mezzosoprano búlgara.
Estudià cant i direcció coral a l'Acadèmia Nacional de Música a Sofia amb Maria Zibulka i Michail Jankov. El 1959 va debutar en el paper de Maddalena a Rigoletto a l'òpera de Varna el 1959. El 1962 va fer una actuació com a convidada a Londres; més endavant, fou contractada per l'Òpera de l'Estat de Viena i l'1 de gener de 1963 va fer el seu debut com a Amneris a Aida. Va formar part del repartiment d'aquesta òpera fins al 1995, havent interpretat 46 papers en 1135 actuacions, incloent-hi Marcellina a Les noces de Fígaro 143 cops, i Annina a Der Rosenkavalier 115 vegades.
Lilowa també va cantar durant vint anys a l'Òpera Còmica de Berlín, i onze anys a l'Òpera de San Francisco als Estats Units. Va aparèixer al Festival de Salzburg des de 1965 a 1967, i també va aparèixer al Gran Teatre del Liceu de Barcelona. El 1992 va començar a fer de professora a la Universitat de Música i Art Dramàtic de Viena. El 1969 va rebre el Berliner Kritikerpreis i el 1984 fou nomenada Kammersängerin.